# میلکا پلانینتس
میلکا پلانینتس (انگلیسی: Milka Planinc؛ ۲۱ نوامبر ۱۹۲۴ – ۷ اکتبر ۲۰۱۰) یک سیاست‌مدار اهل یوگسلاوی بود.